# Poiana Stampei
Poiana Stampei è un comune della Romania di 2 270 abitanti, ubicato nel distretto di Suceava, nella regione storica della Bucovina. 
Il comune è formato dall'unione di 7 villaggi: Căsoi, Dornișoara, Pilugani, Poiana Stampei, Prăleni, Tătaru, Teșna.